# Дубок (Старопольське сільське поселення)
Дубок (рос. Дубок) — присілок у Сланцевському районі Ленінградської області Російської Федерації.
Населення становить 5 осіб. Належить до муніципального утворення Старопольське сільське поселення.

## Історія
Згідно із законом від 1 вересня 2004 року № 47-оз належить до муніципального утворення Старопольське сільське поселення.

## Населення
| 2007 | 2010 |
| ---- | ---- |
| 2    | ↗5   |